# Roxy the Movie
Roxy the Movie è un film musicale del 2015 che riproduce una selezione dei brani suonati dal polistrumentista e compositore Frank Zappa con la sua band tra l'8 e il 10 dicembre 1973 al Teatro Roxy di Los Angeles.
Si tratta di una fedele rappresentazione del tipico concerto-evento di Zappa, costituito da un percorso che va dalla parodia della musica mainstream e commerciale, a incursioni nel jazz,  sperimentazione elettronica e coinvolgimento del pubblico in alcuni divertenti siparietti sul palco. Il tutto inframmezzato da alcune improvvisazioni e assoli dei vari strumentisti, Zappa compreso.

## Programma
- 0:00:00 Something Terrible Has Happened/Cosmik Debris
- 0:11:18 Penguin In Bondage
- 0:19:15 T'Mershi Duween
- 0:21:12 Dog/Meat (The Dog Breath Variations/Uncle Meat)
- 0:25:26 RDNZL
- 0:30:29 Audience Participation—RDNZL
- 0:32:13 Inca Roads
- 0:40:24 Echidna's Arf (Of You)
- 0:44:19 Don't You Ever Wash That Thing?
- 0:51:21 Cheepnis—Percussion
- 0:55:30 Cheepnis
- 1:01:15 I'm The Slime
- 1:05:18 Big Swifty
- 1:14:15 Be-Bop Tango (Of The Old Jazzmen's Church)
- 1:31:47 End Credits (Don't Eat The Yellow Snow/Father O'Blivion)

Extra
- 0:00:00 Pygmy Twylyte
- 0:08:36 The Idiot Bastard Son
- 0:11:03 Dickie's Such An Asshole

## Formazione
- Frank Zappa — chitarra solista, voce
- George Duke — tastiere, sintetizzatore, voce
- Tom Fowler — basso
- Ruth Underwood — percussioni
- Bruce Fowler — trombone, ballo (?), voce
- Napoleon Murphy Brock — sax tenore, flauto, voce
- Ralph Humphrey — batteria
- Chester Thompson — batteria